# БелАЗ-75570

БелАЗ-75570 — кар'єрний самоскид вантажопідйомністю 90 тонн, розроблений як машина високого технічного рівня нового класу вантажо-підйомності на шинах радіальної конструкції 27.00R49 з гідромеханічною трансмісією.
За основу при розробці конструкції прийнято напрямок на досягнення високої надійності самоскида і ресурсу не менш 600 тисяч км. пробігу із забезпеченням оптимальних показників за питомою собівартістю транспортних робіт, продуктивності, трудомісткості технічного обслуговування і ремонту, високою комфортабельністю на робочому місці оператора, що дозволяє забезпечити високі техніко-економічні показники при експлуатації і достатню конкурентоспроможність.
У конструкції самоскида застосовані нові технічні рішення з цілого ряду вузлів, силових елементів і систем з використанням сучасних комплектувальних виробів.